# Верчелльский собор
Верчелльский собор — поместный собор католической церкви, состоявшийся в 1 сентября 1050 года в итальянском городе Верчелли под председательством папы Льва IX.

## Предыстория
На предыдущем Римском соборе, состоявшемся в апреле того же года, были осуждены взгляды каноника Беренгара Турского, отрицавшего реальное присутствие Христа в евхаристии. Возможно, таким образом Лев IX хотел наказать графа Анжуйского Жоффруа II Мартела, отказавшегося предстать в Риме перед папой. Поскольку осуждение Беренгара было произведено заочно, ему было предписано явиться на следующий собор для вынесения окончательного решения. Хотя разногласия Беренгара с церковью носили исключительно богословской характер, после Римского собора он получил политическую поддержку со стороны светских и церковных властей Анжу и Турени, прежде всего со стороны епископа Евсевия Анжерского. С целью получить поддержку своим взглядам, Беренгар начал поездку по монастырям Франции, начав с аббатства Прео в Нормандии, аббатом которого был его друг Анфруа. Поскольку последний уже слышал об осуждении нового учения в Риме, в Прео Беренгар не смог получить поддержку. Затем Беренгар обратился к молодому герцогу Вильгельму. Вильгельм, однако, не стал слушать турского каноника, поручив рассмотрение его учения собранию священников герцогства в Брионне. Там Беренгар вновь не преуспел, после чего отправился через Шартр в Париж заручиться поддержкой короля Франции Генриха I. Хотя он не имел цели устраивать диспут в Шартре, Беренгару вновь пришлось защищаться, вначале очно, а затем письменно. Задержавшись в Шартре, у Беренгара практически не осталось времени до начала собора в Верчелли.
Друзья советовали Беренгару отказаться от поездки в Верчелли, поскольку по каноническому праву клирик не подлежал суду за пределами своей церковной провинции, однако тот настаивал, что почтение к апостолическому престолу обязывает его ехать. Перед выездом Беренгару надо было получить разрешение короля, как монарха и как титулярного настоятеля аббатства, к которому Беренгар принадлежал (о том, какое именно аббатство имелось в виду существуют разные точки зрения). С учётом сложных отношений с Римом, Генрих I принял решение задержать Беренгара до обсуждения его дела на одном из будущих французских синодов. Сыграло свою роль и то, что Генрих в то время воевал с покровителем Беренгара, графом Анжуйским. Соответственно, король не только не пустил каноника в Рим, но и арестовал его, потребовав за освобождение крупный выкуп. В заключении Беренгар имел доступ к книгам и сохранил возможность переписки с друзьями.

## Ход собора
Собор в Верчелли собрался 1 сентября 1050 года. Помимо Ланфранка, оппонента Беренгара на Римском соборе, в основном присутствовали итальянские епископы. Как и ранее в Риме, на соборе были зачитаны спорные места из трактата богослова X века Ратрамна, приписываемому в то время Иоанну Скоту Эриугене о том, что совершаемое на алтаре таинство есть лишь видимость, и были признаны еретическими. Клирик из Тура, посланный представлять сторону защиты, был арестован, во избежание совершения над ним насилия. По предложению Ланфранка книга «Скота» была разорвана. Позднее Беренгар выражал недовольство действиями понтифика, поскольку книга Скота не была должным образом изучена, а его собственные взгляды не были даже сформулированы, чтобы о них можно было судить.
В политическом отношении результатом собора стало усиление антагонизма между Жоффруа II Мартелом и папой. Беренгар, освободившись из заключения, нашёл приют в Анжере, откуда продолжил распространять своё учение.